# Großschwabhausen
Großschwabhausen é um município da Alemanha, situado no distrito de Weimarer Land, no estado da Turíngia. Tem 12,16 km² de área, e sua população em 2019 foi estimada em 1.056 habitantes.